# Smithville, Arkansas
Smithville là một thị trấn thuộc quận Lawrence, tiểu bang Arkansas, Hoa Kỳ. Năm 2010, dân số của thị trấn này là 78 người.

## Dân số
- Dân số năm 2000: 73 người.
- Dân số năm 2010: 78 người.